# Desa Sukahurip (administrativ by i Indonesien, lat -7,47, long 108,54)
Desa Sukahurip är en administrativ by i Indonesien.   Den ligger i provinsen Jawa Barat, i den västra delen av landet, 230 km sydost om huvudstaden Jakarta.